# ГЕС Кісо
ГЕС Кісо (木曽発電所) – гідроелектростанція в Японії на острові Хонсю. Знаходячись між ГЕС Міо та ГЕС Токіва (15 МВт) з однієї сторони і ГЕС Йомакікі з іншої сторони, входить до складу каскаду у сточищі річки Кісо, яка за десяток кілометрів на захід від Нагої впадає до затоки Ісе (Внутрішнє Японське море). 

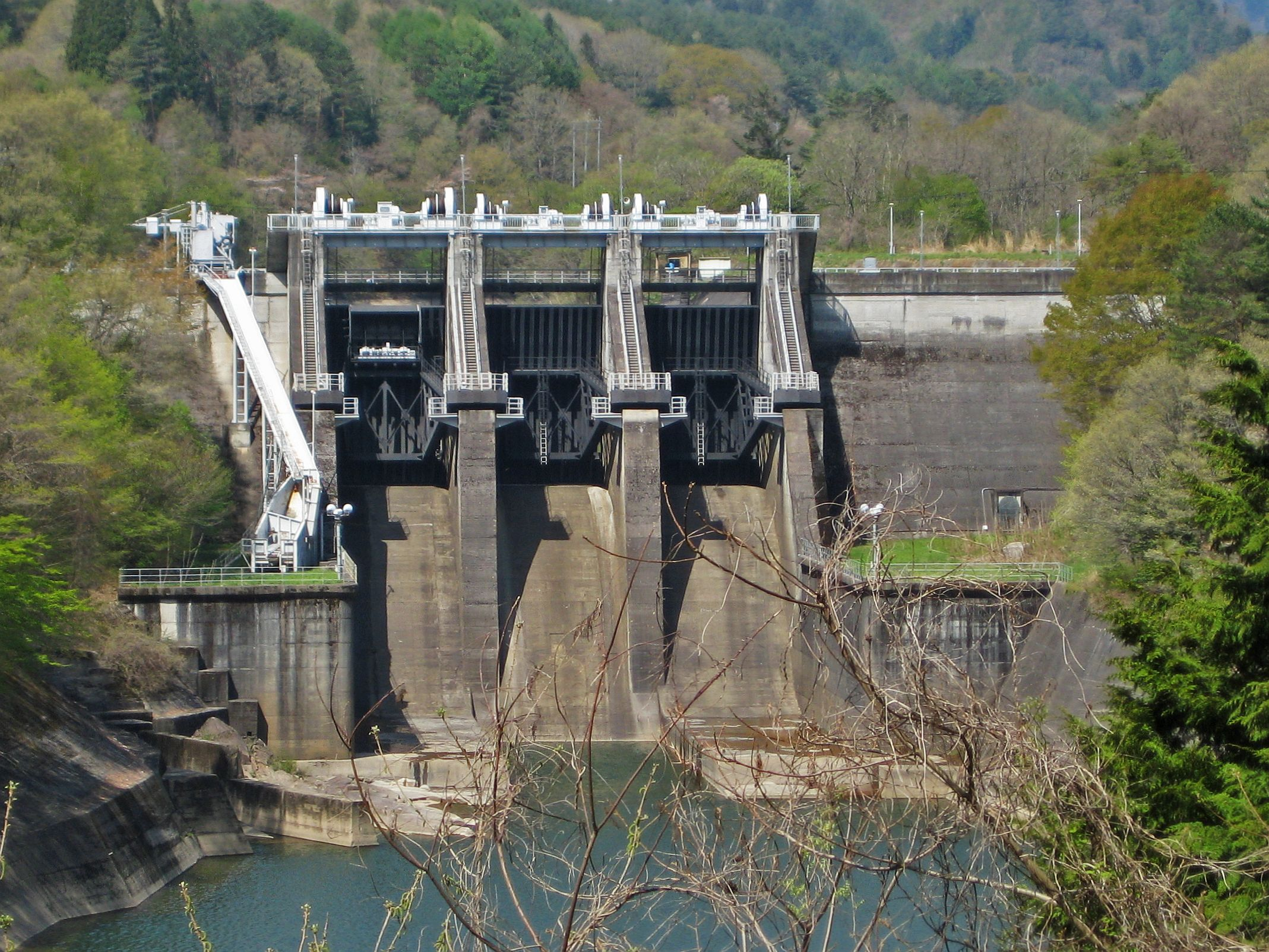
Водопропускні споруди греблі Кісо

Спорудження гідроелектростанцій у верхній течії Кісо почалось з 1910-х років, а до середини століття тут з’явився суцільний каскад ГЕС, в якому відпрацьована верхньою станцією вода одразу подавалась до підвідного тунелю наступної – ГЕС Несатору (35 МВт, 1938), ГЕС Уемацу (8 МВт, 1947), ГЕС Момояма (25,6 МВт, 1923), ГЕС Kansaidenryokusuhara (10,8 МВт, 1913) та ГЕС Окува (12,6 МВт, 1921). Ресурс для роботи найвищої серед них станції Несатору захоплювали за допомогою невисокої бетонної греблі, зведеної на Кісо дещо вище від впадіння її великої правої притоки Отакі. Після цього він транспортувався через прокладений по лівобережжю тунель довжиною 1,9 км з перетином 3,7х3,8 метра, одразу після устя Отакі переходив на інший берег по акведуку та далі продовжував шлях по тунелю, котрий прямував через правобережний масив ще біля 4 км.

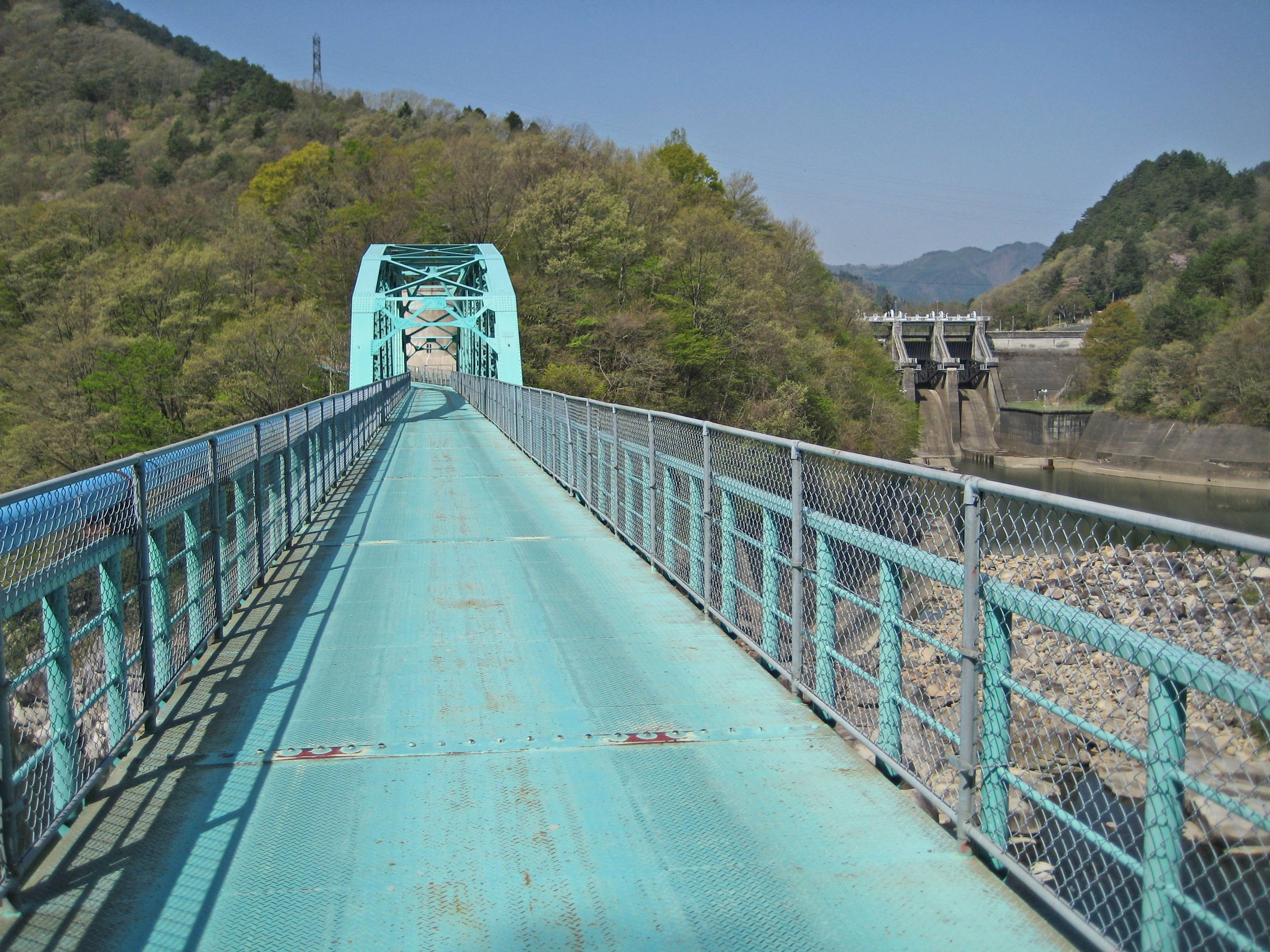
Місток по акведуку над Кісо. Праворуч видно устя Отакі, а на ній трохи вище – греблю Кісо

Після того як на Отакі створили кілька водосховищ, котрі дозволяли акумулювати значний ресурс, вирішили продублювати наявну гідроенергетичну схему однією великою станцією Кісо. На Отакі за три сотні метрів вище від устя спорудили бетонну гравітаційну греблею Кісо висотою 35 метрів та довжиною 133 метра, яка потребувала 45 тис м3 матеріалу. Вона утримує водойму з площею поверхні 0,42 км2 і об’ємом 4,4 млн м3 (корисний об’єм 1,8 млн м3), котра, окрім живлення власної станції, виконує функцію нижнього резервуару ГЕС-ГАЕС Міо.
Захоплений зі сховища греблі Кісо ресурс прямує по короткому тунелю до місця сполучення зі згаданою вище дериваційною трасою ГЕС Несатору. Далі починається протяжний – 14,6 км – головний дериваційний тунель станції Кісо, при цьому продовжує подаватись живлення і на раніше споруджений каскад із п’яти гідроелектростанцій. Тільки що зазначений головний тунель має діаметр 4,8 метра та в одному місці переходить по акведуку через притоку Кісо річку О. По завершенні він переходить у напірний водовід довжиною 0,25 км зі спадаючим діаметром від 4 до 3,2 метра. В системі також працює вирівнювальний резервуар висотою 66 метрів з діаметром 15 метрів. 
Машинний зал станції Кісо обладнали однією турбіною типу Френсіс потужністю 116 МВт, яка використовує напір до 231 метра (номінальний напір 226 метрів).
Відпрацьована вода транспортується до Кісо по відвідному тунелю довжиною 2,8 км з діаметром 4,8 метра.